# Elección papal de 1159
Las elecciones papales celebradas del 4 al 7 de septiembre de 1159 tras la muerte del papa Adriano IV resultaron en la elección de dos papas rivales. La mayoría de los cardenales eligió al cardenal Rolando de Siena como papa Alejandro III, pero una minoría se negó a reconocerlo y eligió a su propio candidato, Ottaviano de Monticelli, quien adoptó el nombre de Víctor IV, lo que originó un cisma que duró hasta 1178.
El cisma fue el resultado de las crecientes tensiones dentro del Sacro Colegio Cardenalicio con respecto a la política exterior de la Santa Sede. Los Estados Pontificios en el siglo XII fueron un amortiguador entre el Sacro Imperio Romano Germánico y el Reino normando de Sicilia. 
Después del Concordato de Worms en 1122, el Papado se alió con el Imperio en lugar de con los normandos, pero durante el pontificado de Adriano IV (1154-1159) esta alianza se rompió porque el emperador Federico I Barbarroja no cumplió los términos del tratado de Constanza (1153) que lo obligaba a ayudar al Papado a restaurar su autoridad en Roma y en otros territorios controlados por el rey de Sicilia.
En estas circunstancias, Adriano IV decidió romper la alianza con el Emperador y hacer las paces con Guillermo I de Sicilia firmando el Tratado de Benevento (1156). En los años siguientes hubo crecientes tensiones entre el papado y el emperador Federico I Barbarroja (por ejemplo, una disputa en la dieta de Besanzón en 1157). Federico intentó, con un éxito significativo, fortalecer su influencia sobre la Iglesia en Alemania. El cambio de dirección de la política exterior papal provocó la división del Sacro Colegio entre partidarios y opositores de la nueva política, que no lograron llegar a un compromiso después de la muerte de Adriano IV.
La elección de 1159 también tuvo importantes consecuencias legales. Hasta entonces, la elección del nuevo papa requería la unanimidad de los electores, lo que condujo al cisma cuando la existencia de facciones en el Sacro Colegio hizo imposible dicha unanimidad. Para evitar dicho cisma en el futuro, el Tercer Concilio de Letrán promulgó en 1179 el decreto Licet de evitanda discordia, que establecía que el papa era elegido por una mayoría de dos tercios de los cardenales participantes en la elección.